# Cornelis van Cleve

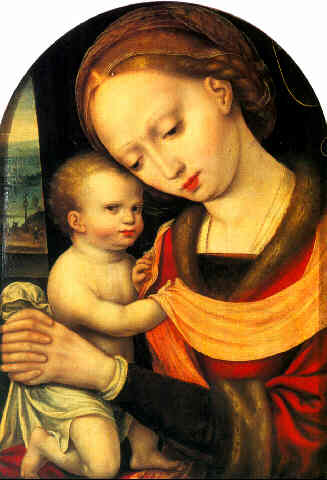
Cornelis van Cleve: Maagd met kind

Cornelis (of Cornelius) van Cleve (of Van Cleef) (ook wel Sotte Cleef) (Antwerpen, 1520 - aldaar, 1567) was een Zuid-Nederlands kunstschilder uit de tijd van de renaissance.

## Leven en werk
Cornelis van Cleve was de zoon van de beroemde Antwerpse kunstschilder Joos van Cleve (1464-1541). Hij werd ook opgeleid door zijn vader en werkte in de laatste periode van diens leven intensief met hem samen. Hij schilderde vooral mythologische en religieuze taferelen, veel madonna’s, net als zijn vader in de typische stijl van de Italiaanse Renaissance. De zichtbare invloed van Rafaël, Leonardo da Vinci en Andrea del Sarto suggereert dat hij mogelijk een reis naar Italië heeft gemaakt, maar dit kan niet met bronnen worden gestaafd. Na de dood van zijn vader in 1540 volgde Van Cleve zijn vader op als meester in het Antwerpse Sint-Lucasgilde. In 1545 kocht hij een huis en op 28 december 1546 huwde hij Anna Aerts, dochter van een perkamentmaker.
Na de dood van zijn vader moet Van Cleve te Antwerpen geleidelijk uit de gratie zijn geraakt, wellicht vanwege protestantse sympathieën (hij noemde zijn dochter bijvoorbeeld Abigael). Zijn verminderd succes mag mede blijken uit geregistreerde financiële problemen, onder andere bij het afbetalen van zijn huis. In 1555 emigreerde hij naar Engeland, waar hij zich vestigde als portretschilder. Al snel kreeg hij daar een opdracht van het koninklijk hof, maar uiteindelijk zou ook daar het succes uitblijven. Volgens een schrijven van Karel van Mander uit 1604 raakte hij daardoor zo teleurgesteld dat hij krankzinnig werd, hetgeen hem volgens Van Mander de bijnaam “Sotte Cleef” opleverde. Hij werd teruggebracht naar Antwerpen, waar hij verzorgd werd door zijn schoonzoon, en overleed in 1567. Van het werk uit zijn Engelse periode is niets bewaard gebleven, wellicht met uitzondering van het wel aan hem toegeschreven Portret van twee jongens (Fitzwilliam Museum, Cambridge) en Ronde dénfants (de cherubijnen).
Werk van Cornelis van Cleve is onder andere te bezichtigen in Museum voor Schone Kunsten te Antwerpen en het Groeningemuseum te Brugge.

## Galerij

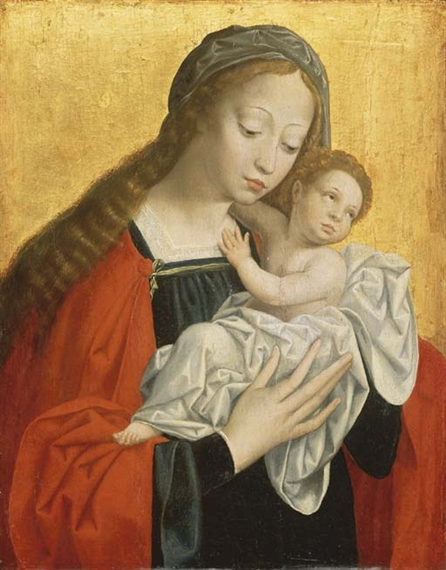
Maagd met kind
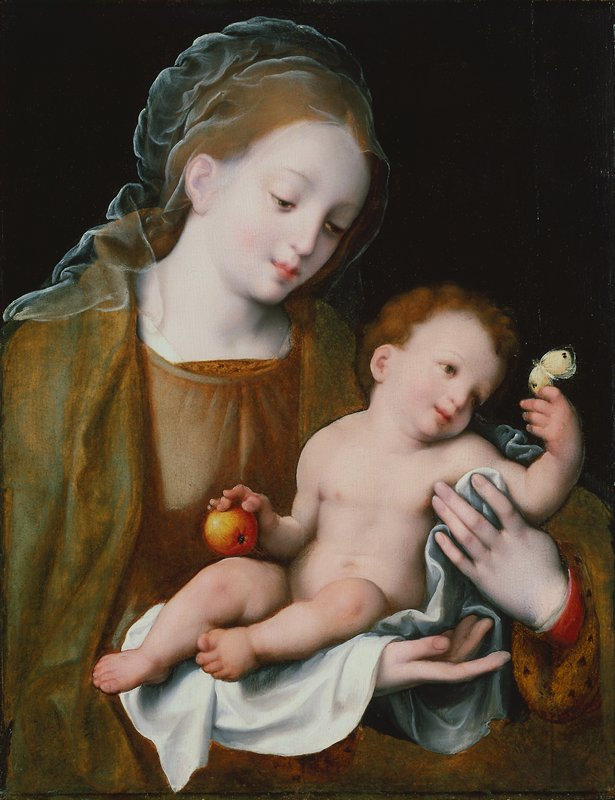
Madonna met kind
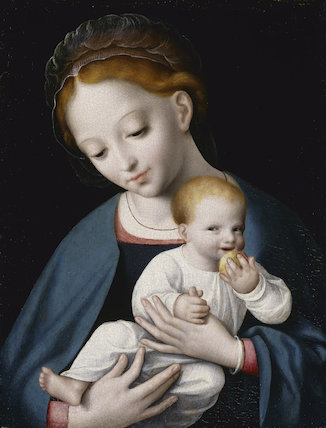
Madonna met kind
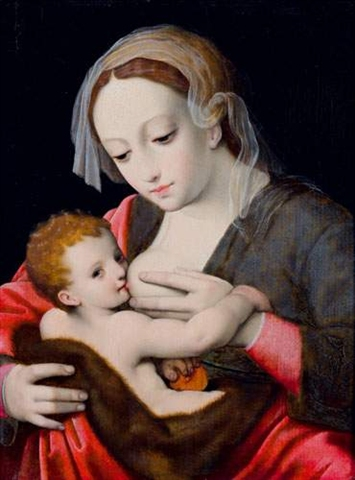
Maagd voedende het kind
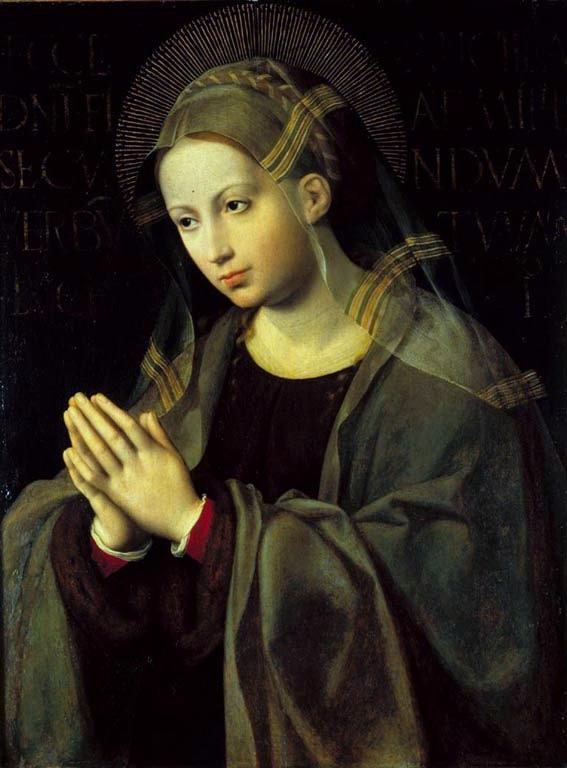
Annunciatie van de maagd
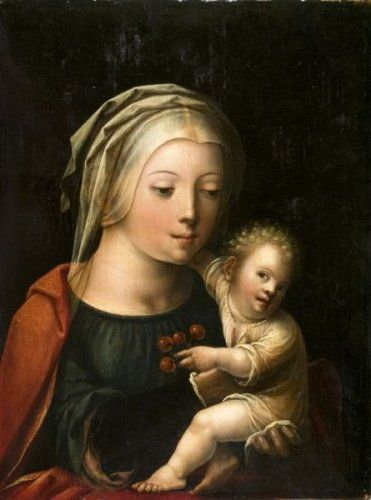
Madonna met kind, met kersen
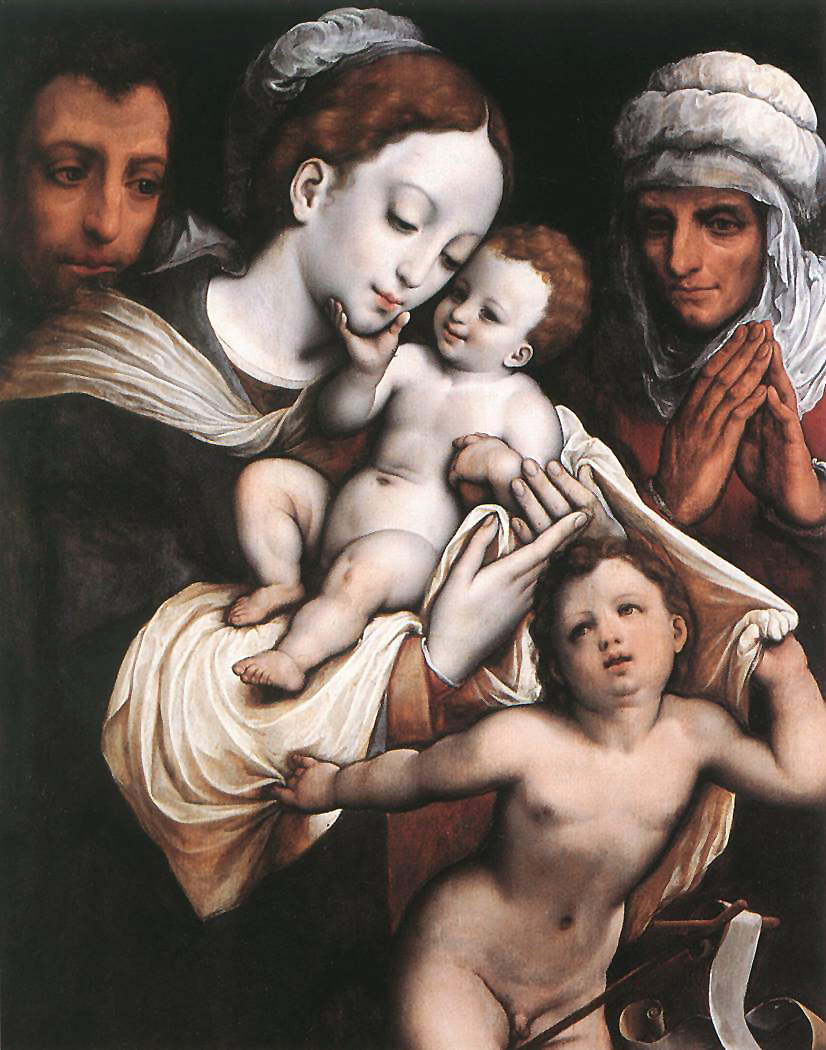
Heilige familie met Elisabeth en Johannes
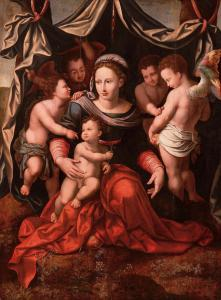
Madonna met kind en engelen
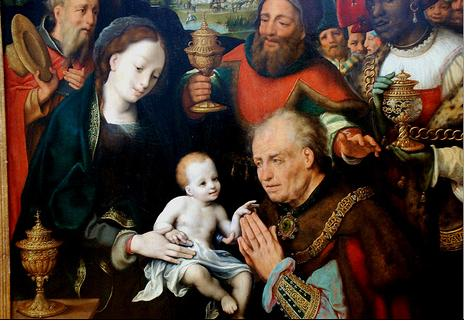
Aanbidding der wijzen
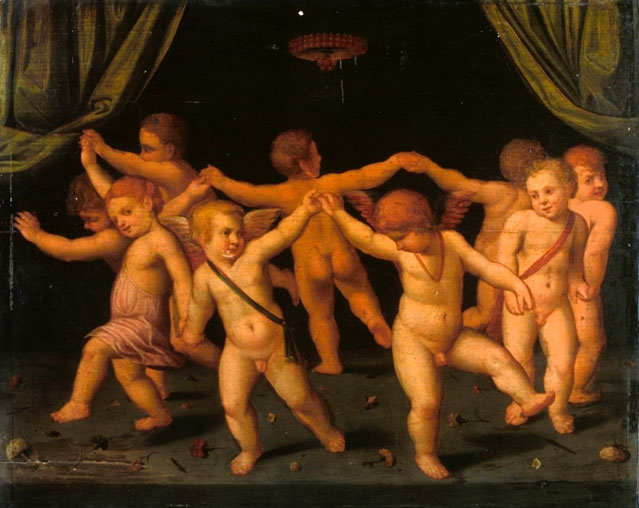
Ronde d'enfants (cherubijnen), toegeschreven aan Van Cleve